# 映画MANIA
『映画MANIA』（えいがマニア）は、2017年1月13日（12日深夜）から2021年3月26日（25日深夜）まで東海テレビで放送されていた映画情報番組。金曜0:58 - 1:13 （木曜深夜）に放送。

## 概要
公開日が近い、あるいは公開から間もない映画を紹介している深夜のミニ番組である。番組は映画の紹介VTRのほか、監督や出演者など作品制作に携わった人物へのインタビューVTRも放送し、出演者が作品についてトークをする｡
2020年4月24日の放送をもって新型コロナウイルス感染拡大による映画の公開が少ないことから一旦休止していたが7月10日より再開予定で有る事が7月1日スポットCMにて明らかになった。

## 放送時間
- 毎週金曜：1:00 - 1:15（木曜深夜）（2017年1月13日 - 2020年3月27日）
- 毎週金曜：0:58 - 1:13（木曜深夜）（2020年4月3日 -2021年3月26日）

## 出演者
- はるな愛
- 田中俊介
- 高柳明音（SKE48）
- 坪井篤史（愛知淑徳大学非常勤講師・シネマスコーレ副支配人）
- 森夏美（東海テレビアナウンサー） - ナレーション兼任

### インタビュアー
- 東海テレビアナウンサー